# خطاب الماردي
أبو بكر خطاب بن يوسف بن هلال المارديّ (؟-450 هـ)، ضم البعض لقب المالكي لاسمه لما كان المذهب المالكي شائعا في الأندلس، ومنهم من لقبه بـالأنباري. أما لقب المارديّ فنسبة إلى (ماردة) وهي كما قال ياقوت الحموي كورة واسعة من نواحي الأندلس من أعمال قرطبة إحدى القواعد التي اختارها الملوك للسكنى من القياصرة والروم وهي مدينة رائقة كثيرة الرخام عالية البنيان فيها آثار قديمة حسنة، بينها وبين قرطبة ستة أيام، ينسب إليها غير واحد من أهل العلم والرواية.

## نشأته
لم يذكر المؤرخون شيئا عن مولده أو أسرته، كما لم يشر أهل التراجم والطبقات إلى نشأته وحياته، وسكتت الكتب عن ترجمته ولا يوجد في طيات المؤلفات سوى النزر اليسير عنه، وجمل مقتضبة عامة مجملة غير مفصّلة، فذكروا أنه من أهل قرطبة، وسكن بطليوس. له ولدان، وهما عمر وعبد الله، وهذا يعني أنه تزوج وكوّن أسرة، ولديه ابنان، كما يلاحظ أن ابنيه كبرا وبلغا مرحلة الشباب، وعنيا بالنحو، ورووا عنه. كان يعمل أستاذا أو معلما للنحو، وأنه استمر على هذا العمل زمنا طويلا.

## حياته
عاش حياته في الأندلس، في النصف الأول من القرن 5 هـ، وشهد سقوط الخلافة الأموية في الأندلس، على إثر انهيار الدولة العامرية سنة 399 هـ، وانقسام بلاد الأندلس إلى دول متعددة تقوم في كل منها دولة أو مملكة تزعم لنفسها الاستقلال، ولا تربطها بجاراتها أو زميلاتها أية رابطة، إلا المنافسة والحرب الأهلية، وقد عرف هذا العصر بعصر دول الطوائف.

## شيوخه
قال ابن عبد الملك  عن خطاب المارديّ: «روى عن أبي عبد الله بن الفخار وأبي عمر أحمد بن الوليد وهلال بن عريب».

## تلاميذه
لديه الكثير من التلاميذ، ولا يبعد أن يكون له حلقة على مدى السنين، يتوافد عليه طلبة العلم، ولكن لما كان الإيجاز والاختصار الشديد، يغلب على تجربة الرجل، لم تشر المراجع وكتب الطبقات إلى الكثير من التلاميذ، واقتصرت على ثلاثة فقط، وأرجح أن يكون له أكثر من ذلك، ولكن بعده عن دائرة الضوء حال دون الاهتمام بذلك من قبل المؤرخين، أو لعله كتب في بعض المخطوطات التي لم تصل بعد.
قال ابن عبد الملك عن خطاب المارديّ: «روي عنه ابناه عبد الله وعمر، وأبو الحرم الحسن ابن محمد بن غنيم».

## مصنفاته
ترك خطّاب مصنفات كثيرة، ذكرها ابن خير الإشبيلي في كتابه "فهرسة ما رواه عن شيوخه". ثم قال: "وكل ذلك من تأليف الشيخ الأستاذ أبي بكر خطّاب بن يوسف بن هلال المارديّ النحوي. حدثني بذلك كله الشيخ الحاج أبو حفص عمر بن عياد ابن أيوب بن عبد الله اليحصبي، عن أبي حفص عمر بن خطاب بن يوسف عن أبيه مؤلفها. وحدثني بها أيضا الشيخ أبو بكر محمد بن أحمد بن محرز عن أبيه، عن أبي حفص عمر بن خطاب المذكور عن أبيه خطّاب بن يوسف.
وهذه هي مصنفاته التي ذكرها ابن خير:
1. الترشيح في النحو، وهو أشهر كتبه.
2. أرجوزة في مخارج الحروف وصفاتها.
3. إعراب مسألة (الحسن الوجه) بعللها وتصريف وجوهها.
4. الترجمة.
5. التمحيص.
6. الدلائل في النحو.
7. الدلالة.
8. الفصول في النحو.
9. شرح مسألة الزي.
10. المشعر.
11. اختصار الزاهر لابن الأنباري.
12. شعر فيما يذكر ويؤنث.

## وفاته
اتفقت جميع كتب التراجم على أن وفاة خطاب كانت عام 450 هـ، آخر أيام المظفر بن الأفطس. ولم تشر تلك المراجع إلى مكان وفاته، ويغلب على الظن أن توفي في مكان إقامته، وهو بطليوس، وأنه كما يبدو لم يرتحل.